# Edu Manga
Edu Manga est un footballeur international brésilien, né le 2 février 1967 à Osasco en Brésil.